# 大渓陵寝

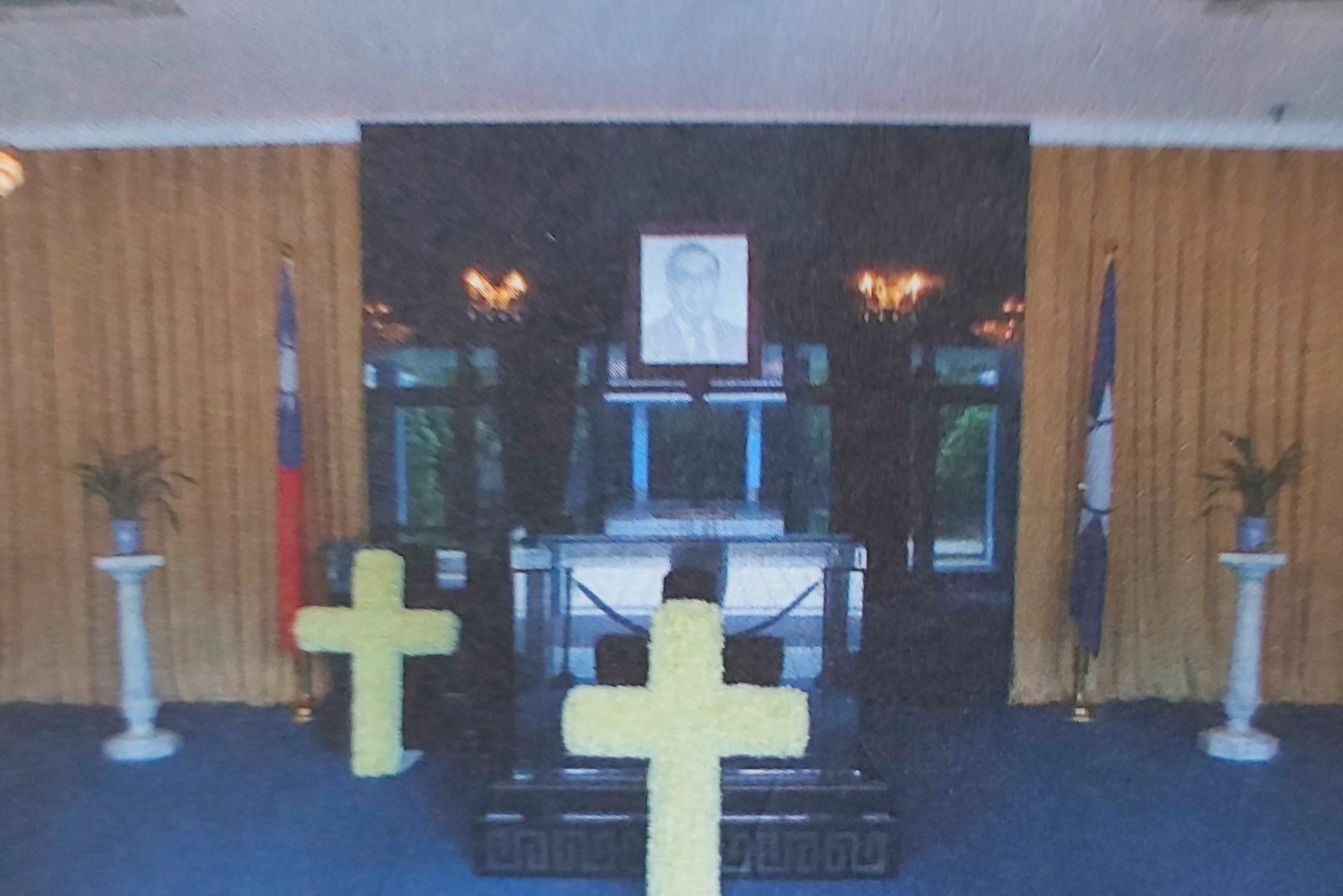
建物内に安置されている蔣経国の棺

大渓陵寝（たいけいりょうしん、繁: 慈湖陵寢）は、中華民国桃園市大渓区に所在する、第3代中華民国総統の蔣経国の棺が安置されている施設である。正式名称は蔣故総統 経国先生陵寝（しょうこそうとう けいこくせんせいりょうしん、繁: 蔣故總統 經國先生陵寢）。
中華民国の文化資産（歴史建築）に指定されている。

## 歴史
当地は元々板橋林家が所有していたが、1962年（民国51年）に中華民国政府に寄贈され、蔣家の別荘として頭寮賓館が建設された。その後、総統府檔案室として利用され、蔣家の重要な文書や家譜が保管されていた。
1988年（民国77年）1月13日、蔣経国が死去した。1月30日、棺が頭寮賓館に仮安置され、大渓陵寝と改称された。
2001年（民国90年）1月13日、桃園県政府文化局はこの建物を大渓地区の歴史建築に指定した。